# 461 Ocean Boulevard
461 Ocean Boulevard är ett album av Eric Clapton, utgivet i juli 1974. Titeln är tagen efter adressen till det hyrhus som Clapton bodde i under inspelningarna i Criteria Studios i Miami. Det är Claptons andra soloalbum efter att Derek and the Dominos upplösts och spelades in efter att han lyckats ta sig ur ett heroinmissbruk.
Albumet nådde förstaplatsen på Billboards albumlista och ses ofta som ett av Claptons bästa, tillsammans med Slowhand från 1977. Clapton fick en hit med Bob Marley-covern "I Shot the Sheriff" från albumet, vilket lade grunden till Marleys internationella genombrott. Även "Willie and the Hand Jive" gavs ut som singel.
År 2003 blev albumet rankat #409 på musiktidningen Rolling Stones lista över 500 Greatest Albums of All Time.

## Låtlista

### Sida A
1. "Motherless Children" (traditionell, arrangerad av Eric Clapton och Carl Radle) - 4:53
2. "Give Me Strength" (Eric Clapton) - 2:54
3. "Willie and the Hand Jive" (Johnny Otis) - 3:30
4. "Get Ready" (Eric Clapton/Yvonne Elliman) - 3:47
5. "I Shot the Sheriff" (Bob Marley) - 4:24

### Sida B
1. "I Can't Hold Out" (Elmore James, arrangerad av Eric Clapton) - 4:14
2. "Please Be With Me" (Scott Boyer) - 3:26
3. "Let It Grow" (Eric Clapton) - 4:59
4. "Steady Rollin' Man" (Robert Johnson, arrangerad av Eric Clapton) - 3:14
5. "Mainline Florida" (George Terry) - 4:05

## Medverkande
- Eric Clapton - dobro, gitarr, sång
- Tom Bernfield - sång
- Yvonne Elliman - sång
- Jim Fox - trummor
- Albhy Galuten - orgel, synthesizer, piano, klavikord, elpiano
- Al Jackson, Jr. - trummor
- Jamie Oldaker - percussion, trummor
- Carl Radle - bas
- Dick Sims - orgel, keyboard
- George Terry - gitarr, piano